# Campeonato Mundial de Halterofilia de 1990
El LXIII Campeonato Mundial de Halterofilia se celebró en dos sedes: las competiciones masculinas en Budapest (Hungría) entre el 10 y el 18 de noviembre de 1990 y las femeninas en Sarajevo (Yugoslavia) entre el 26 de mayo y el 3 de junio del mismo año. Fue organizado por la Federación Internacional de Halterofilia (IWF) y las respectivas federaciones nacionales de los dos países sedes.
En los eventos participaron 291 halterófilos (182 hombres y 109 mujeres) de 38 federaciones nacionales afiliadas a la IWF.

## Medallistas

### Masculino
| Evento  | Oro                                 | Plata                             | Bronce                              |
| ------- | ----------------------------------- | --------------------------------- | ----------------------------------- |
| 52 kg   | Ivan Ivanov Bulgaria 265,0          | Huang Xiliang China 250,0         | Zhang Zairong China 247,5           |
| 56 kg   | Liu Shoubin China 285,0             | He Yingqiang China 285,0          | Chun Byung-Kwan Corea del Sur 277,5 |
| 60 kg   | Nikolai Peshalov Bulgaria 297,5     | Kim Yong-Su Corea del Norte 295,0 | Luo Jianming China 287,5            |
| 67,5 kg | Kim Myong-Nam Corea del Norte 342,5 | Yoto Yotov Bulgaria 332,5         | Ri Hi-Bong Corea del Norte 330,0    |
| 75 kg   | Tudor Casapu URSS 360,0             | Andrei Socaci · Rumania · 345,0   | Yordan Yordanov Bulgaria 342,5      |
| 82,5 kg | Altymurat Orazdurdyyev URSS 377,5   | Serguei Li URSS 375,0             | Kiril Kunev Bulgaria 360,0          |
| 90 kg   | Anatoli Jrapaty URSS 397,5          | Ivan Chakarov Bulgaria 392,5      | Kim Byung-Chan Corea del Sur 372,5  |
| 100 kg  | Nicu Vlad · Rumania · 412,5         | Igor Sadykov URSS 400,0           | Serguei Kopytov URSS 400,0          |
| 110 kg  | Stefan Botev Bulgaria 440,0         | Nail Mujamediarov URSS 390,0      | Pavlos Saltsidis · Grecia · 382,5   |
| +110 kg | Leonid Taranenko URSS 450,0         | Artur Akoyev URSS 390,0           | Jiří Zubrický Checoslovaquia 380,0  |

1. 1 2 3  Arrancada (kg) + dos tiempos (kg) = total olímpico (kg).

### Femenino
| Evento   | Oro                                     | Plata                               | Bronce                                |
| -------- | --------------------------------------- | ----------------------------------- | ------------------------------------- |
| 44 kg    | Wu Xiangmei China 152,5                 | Satomi Saito Japón 140,0            | Bastiyah Said Muhamad Indonesia 135,0 |
| 48 kg    | Cai Jun China 165,0                     | Choi Myung-Shik Corea del Sur 150,0 | Ri Yong-Hwa Corea del Norte 147,5     |
| 52 kg    | Liao Shuping China 177,5                | Hiromi Uemura Japón 167,5           | Pauline Haughton Reino Unido 150,0    |
| 56 kg    | Wu Haiqing China 190,0                  | Ni Chia-Ping China Taipéi 175,0     | Zhaneta Gueorguieva Bulgaria 175,0    |
| 60 kg    | María Jristoforidu · Grecia · 197,5     | Ji Qinghua China 192,5              | Daniela Kerkelova Bulgaria 187,5      |
| 67,5 kg  | Wang Genying China 212,5                | Kameliya Nikolaeva Bulgaria 210,0   | Mária Takács · Hungría · 202,5        |
| 75 kg    | Milena Trendafilova Bulgaria 237,5      | Li Changping China 220,0            | Chen Shu-Chih China Taipéi 205,0      |
| 82,5 kg  | María Isabel Urrutia · Colombia · 230,0 | Valkana Tosheva Bulgaria 210,0      | Chung Sook-Kwon Corea del Sur 185,0   |
| +82,5 kg | Li Yajuan China 245,0                   | Karyn Marshall Estados Unidos 242,5 | Jristina Ilieva Bulgaria 197,5        |

1. 1 2 3  Arrancada (kg) + dos tiempos (kg) = total olímpico (kg).

## Medallero
| Núm. | País               | Oro | Plata | Bronce | Total |
| ---- | ------------------ | --- | ----- | ------ | ----- |
| 1    | China              | 7   | 4     | 2      | 13    |
| 2    | Bulgaria           | 4   | 4     | 5      | 13    |
| 3    | URSS               | 4   | 4     | 1      | 9     |
| 4    | Corea del Norte    | 1   | 1     | 2      | 4     |
| 5    | Rumania            | 1   | 1     | 0      | 2     |
| 6    | Grecia             | 1   | 0     | 1      | 2     |
| 7    | Colombia           | 1   | 0     | 0      | 1     |
| 8    | Japón              | 0   | 2     | 0      | 2     |
| 9    | Corea del Sur      | 0   | 1     | 3      | 4     |
| 10   | República de China | 0   | 1     | 1      | 2     |
| 11   | Estados Unidos     | 0   | 1     | 0      | 1     |
| 12   | Checoslovaquia     | 0   | 0     | 1      | 1     |
| 12   | Hungría            | 0   | 0     | 1      | 1     |
| 12   | Indonesia          | 0   | 0     | 1      | 1     |
| 12   | Reino Unido        | 0   | 0     | 1      | 1     |
|      | TOTAL              | 19  | 19    | 19     | 57    |